# Malčice (Mirkovice)
Malčice (německy Maltschitz) je malá vesnice, část obce Mirkovice v okrese Český Krumlov. Nachází se asi 2,5 km na jih od Mirkovic. Je zde evidováno 26 adres.
Malčice je také název katastrálního území o rozloze 3,07 km².

## Historie
První písemná zmínka o vesnici pochází z roku 1379. V roce 1921 zde stálo 85 domů a žilo zde 494 obyvatel, z toho 76 Čechoslováků a 415 Němců. V letech 1938 až 1945 byly Malčice přičleněny (v důsledku uzavření Mnichovské dohody) k nacistickému Německu. Do roku 1950 byly Malčice samostatnou obcí.

## Další fotografie

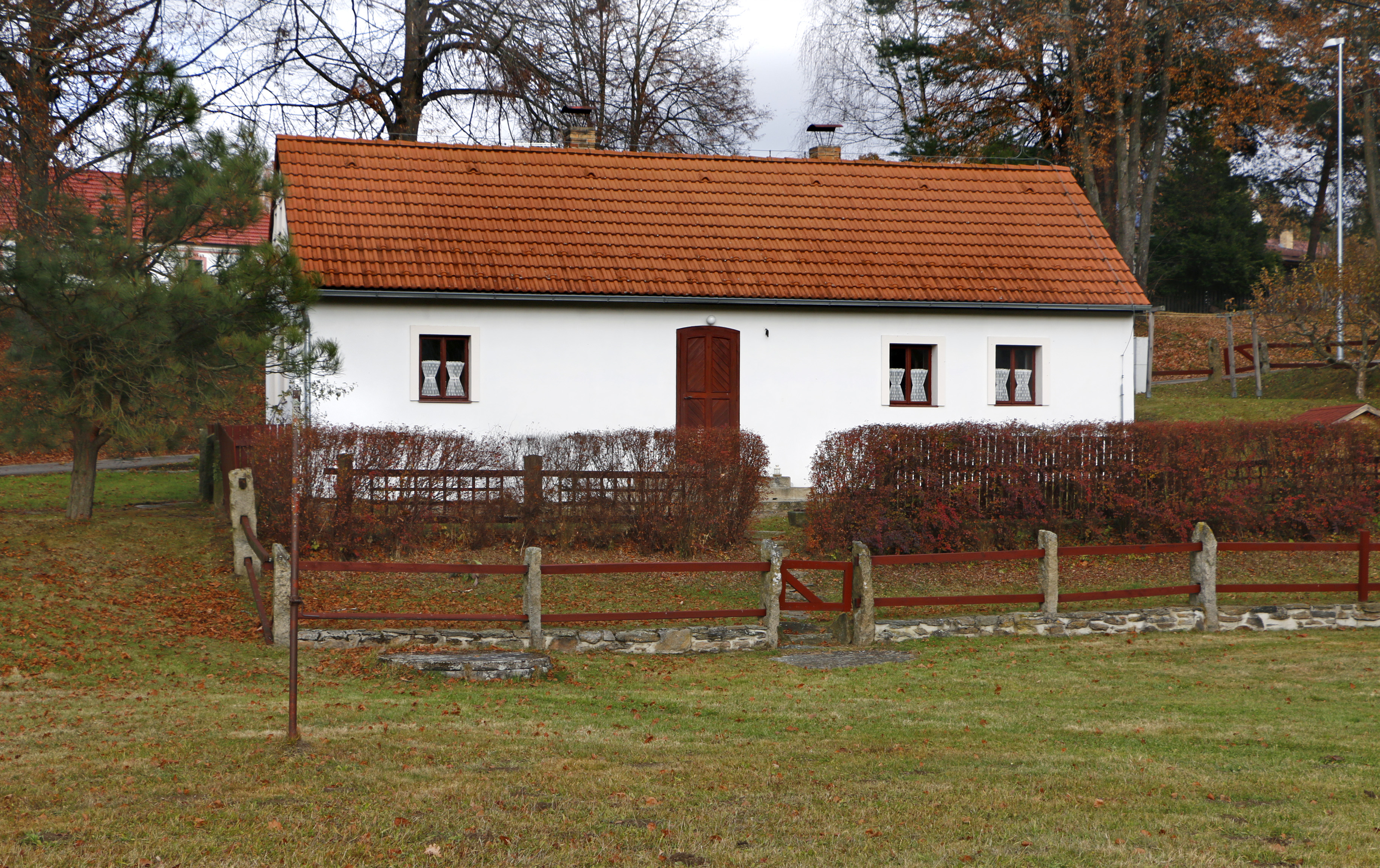
Dům čp. 21
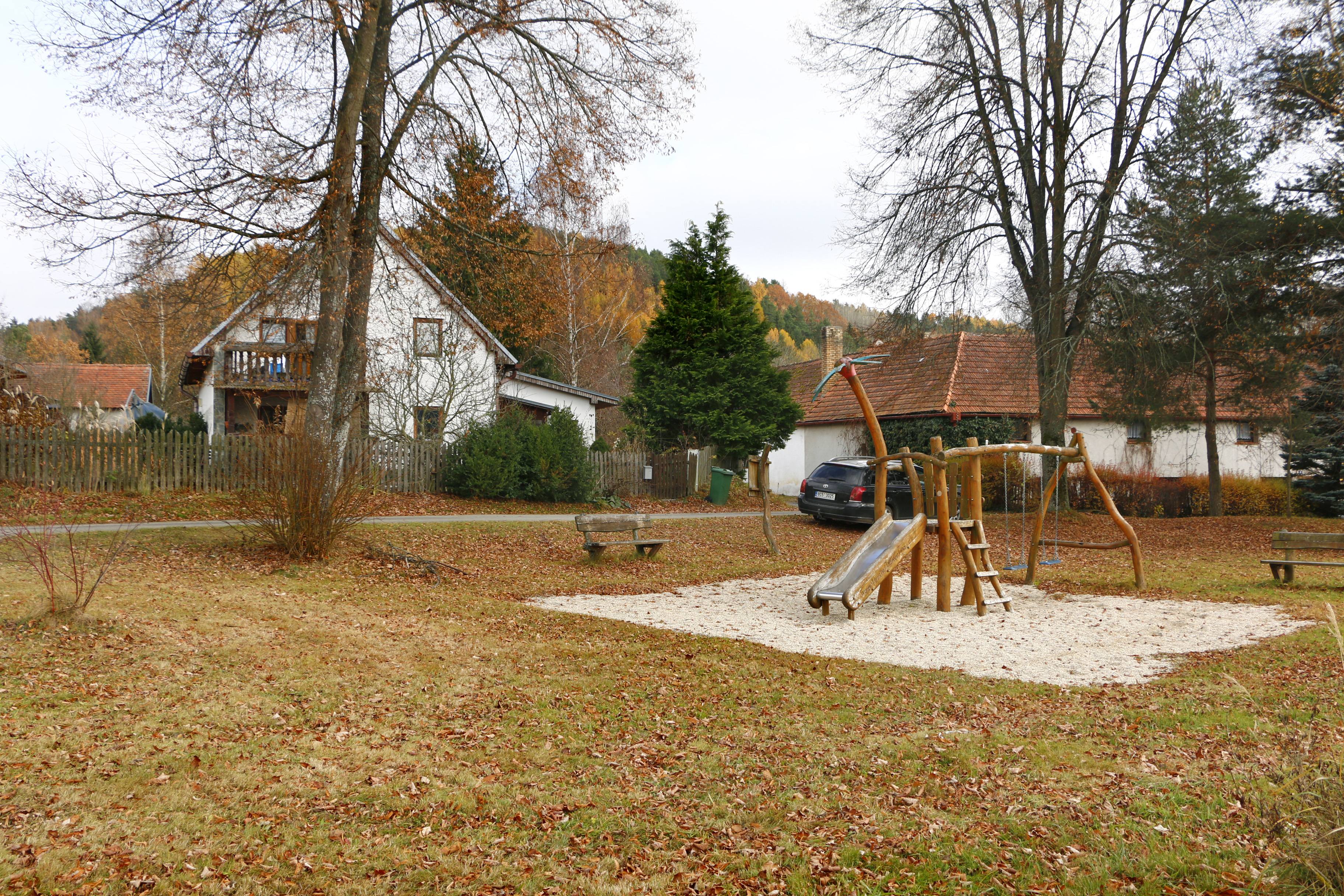
Dětské hřiště
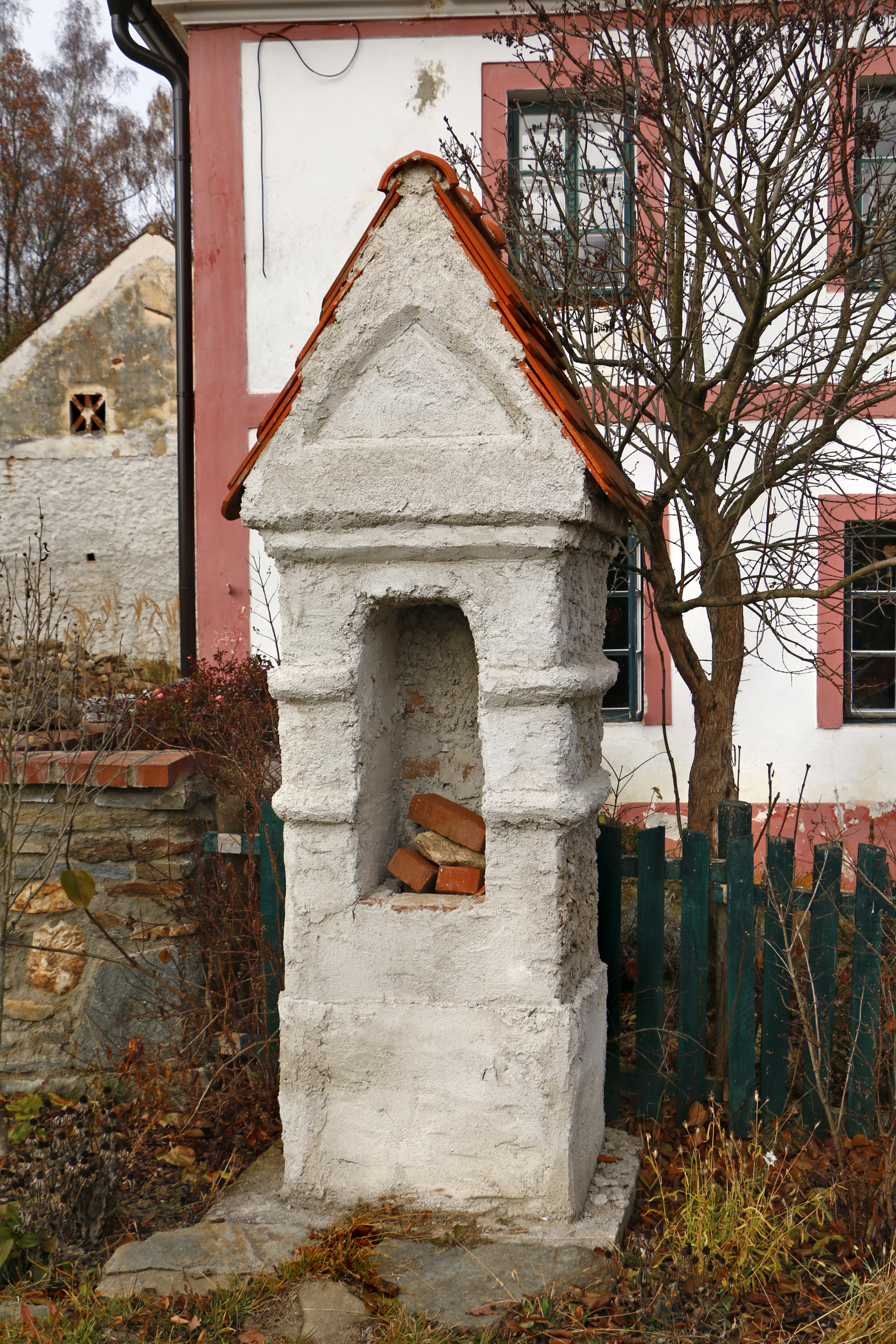
Kaplička s cihlami
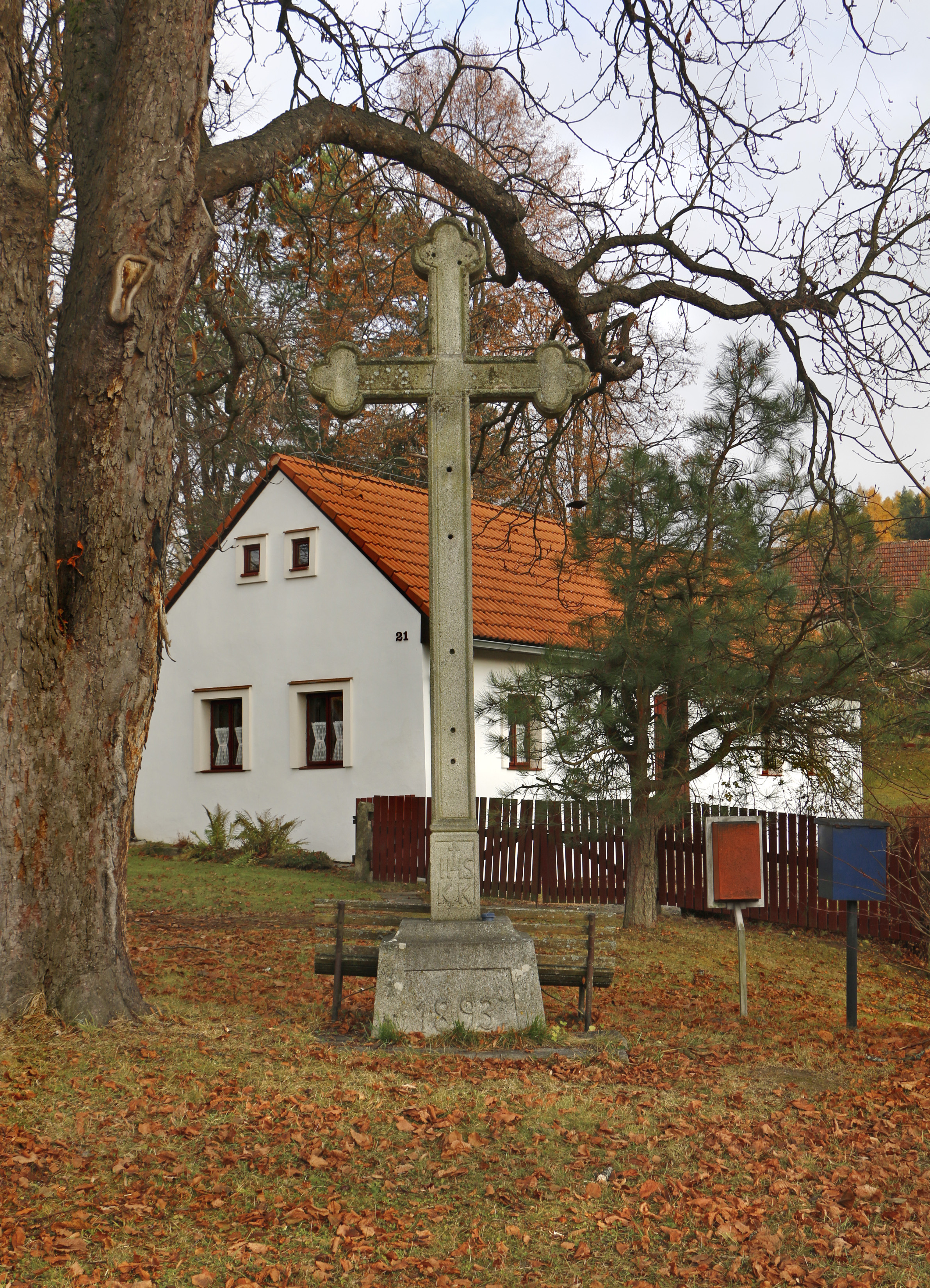
Kříž na návsi